# Force multinationale d'observateurs au Sinaï
Pour les articles homonymes, voir FMO (homonymie).
MFO redirige ici. Pour le Mathematisches Forschungsinstitut Oberwolfach, voir Institut de recherches mathématiques d'Oberwolfach.
 (mai 2024).
La Force multinationale d'observateurs au Sinaï en anglais MFO pour Multinational Force and Observers (« Force multinationale et observateurs »), est une organisation indépendante, entrée en activité le 25 avril 1982 et mise en place par les traité de paix de Camp David et Traité de Washington du 26 mars 1979 (entre Israël et l'Égypte), ainsi que par le protocole du 3 août 1981 entre les deux pays. Sa mission est de contrôler l'application du traité dans le Sinaï.

## Historique
Le 26 mars 1979, alors que l'Égypte et Israël se préparaient à signer les accords de Camp David, les deux pays s'entendent sur la nécessité du déploiement d'une force internationale de maintien de la paix  dans la péninsule du Sinaï, où ils s'étaient fait la guerre à cinq reprises depuis 1948. Ils savent également que l'Union soviétique et certains pays arabes s'opposeraient au déploiement d'une force de maintien de la paix de l'ONU, ce qui mettait en péril le traité avant même qu'il ne soit conclu.
L'histoire de la Force multinationale et d'observateurs débute le jour même par l'envoi de deux lettres identiques par le président des États-Unis Jimmy Carter au premier ministre israélien, Menahem Begin, et au président égyptien, Anouar el-Sadate, lettres qui mettent l'accent sur l'engagement de Washington d'aider les deux nations à continuer à travailler en faveur de la paix après la signature de l'accord négocié sous l'égide des États-Unis et promettent de les assister, au besoin, à créer une force différente de maintien de la paix pour le Sinaï .
En mai 1981, après près de deux années de débats, l'Organisation des Nations unies annonce qu'elle ne fournira pas de Casques bleus pour le Sinaï. L'Égypte et Israël commencent alors les négociations et, avec l'appui des États-Unis, établissent la Force multinationale d'observateurs au Sinaï en 1982 en tant qu'organisation internationale indépendante de maintien de la paix.

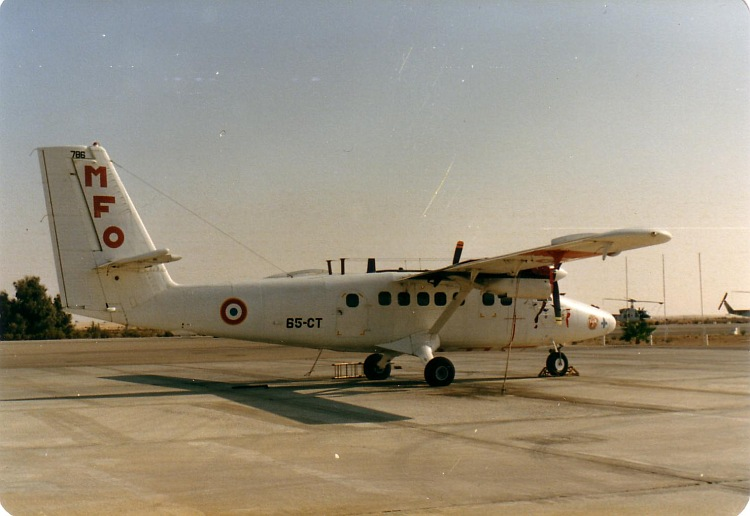
Un DHC-6 Twin Otter français de la force multinationale en 1989.

Le 2 décembre 1985, 248 militaires américains, principalement de la 101e division aéroportée revenant aux États-Unis après un tour de service de six mois dans la FMO, sont tués dans l'accident du vol 1285 Arrow Air.
Le 6 mai 2007, Un avion de l'armée de l'air française De Havilland Canada DHC-6 Twin Otter s'écrase dans le Sinaï tuant huit militaires français et un passager canadien.
Le 12 novembre 2020, un hélicoptère UH-60 Black Hawk du contingent américain s'écrase dans la région de Sharm el-Sheikh causant la mort de huit personnes, six Américains,  un Tchèque et un Français, le lieutenant-colonel Sébastien Botta,,.

## Organisation

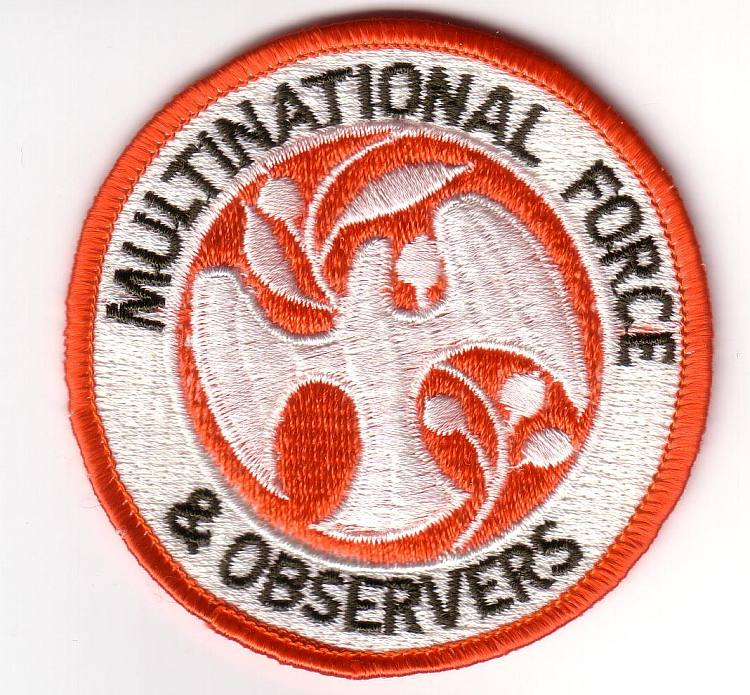
Badge de la Multinational Force and Observers.

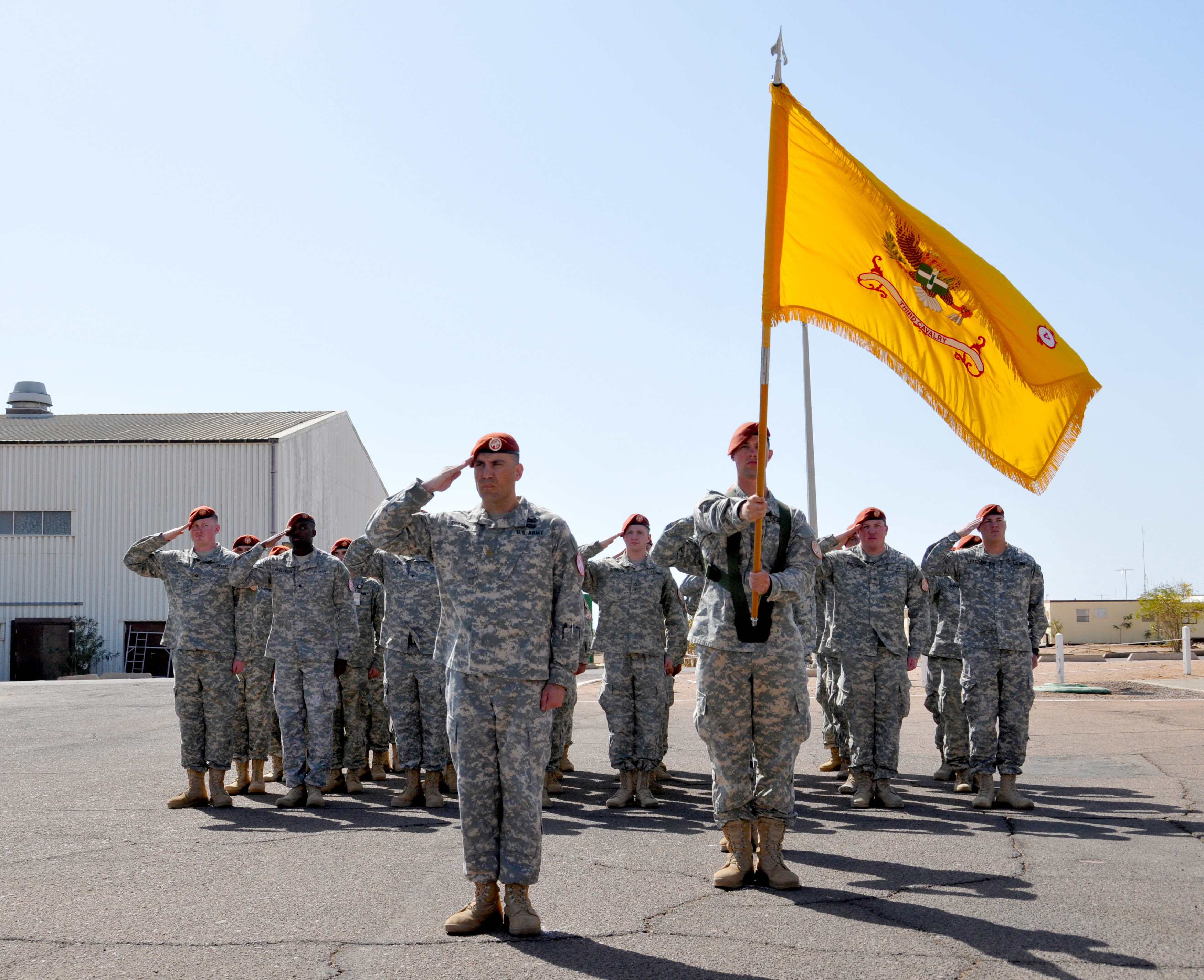
Cérémonie de la FMO par un détachement du 3e régiment de cavalerie américain à Charm el-Cheikh.

Ayant son siège à Rome, la Force multinationale d'observateurs au Sinaï possède des bureaux de liaison au Caire (Égypte) et à Tel Aviv (Israël) ainsi qu'un réseau de 35 tours de contrôle, postes de contrôle et postes d'observation le long d'une bande étroite long de la partie orientale du Sinaï.
Ne relevant pas des Nations unies, elle est financée principalement par les États-Unis, l’Égypte et Israël.
Elle est composée de 1 700 à 1 800 militaires dont 2 Français ainsi que 600 civils représentant 11 pays. Elle ne peut évoluer que par un accord entre les deux ex-belligérants.
Elle dispose de deux camps, un au nord à El Gorah et l'autre au sud à côté de Charm el-Cheikh.
Les militaires sont américains, français, australiens, canadiens, colombiens, fidjiens, italiens, néo-zélandais, uruguayens et norvégiens et depuis 2019 japonais. Les Pays-Bas ont participé à cette force jusqu'en 1995.
Les États-Unis ont incorporé un bataillon d'infanterie fort de 425 hommes à la FMO dans le sud du Sinaï ainsi qu'un personnel d'appui de 235 personnes, y compris des médecins et des spécialistes du déminage, ses membres proviennent de la garde nationale des États-Unis depuis 2002.
Deux bataillons supplémentaires, l'un colombien et l'autre fidjien, sont déployés dans le nord et trois bâtiments de la marine italienne patrouillent les côtes du Sinaï, garantissant la liberté de navigation dans le détroit de Tiran et l'accès au golfe d'Aqaba.
Jusqu'en juin 2010, la France fournissait à la FMO un appui aérien comprenant des officiers, des aéronefs, des équipages et du personnel aérien.

## Effectifs déployés

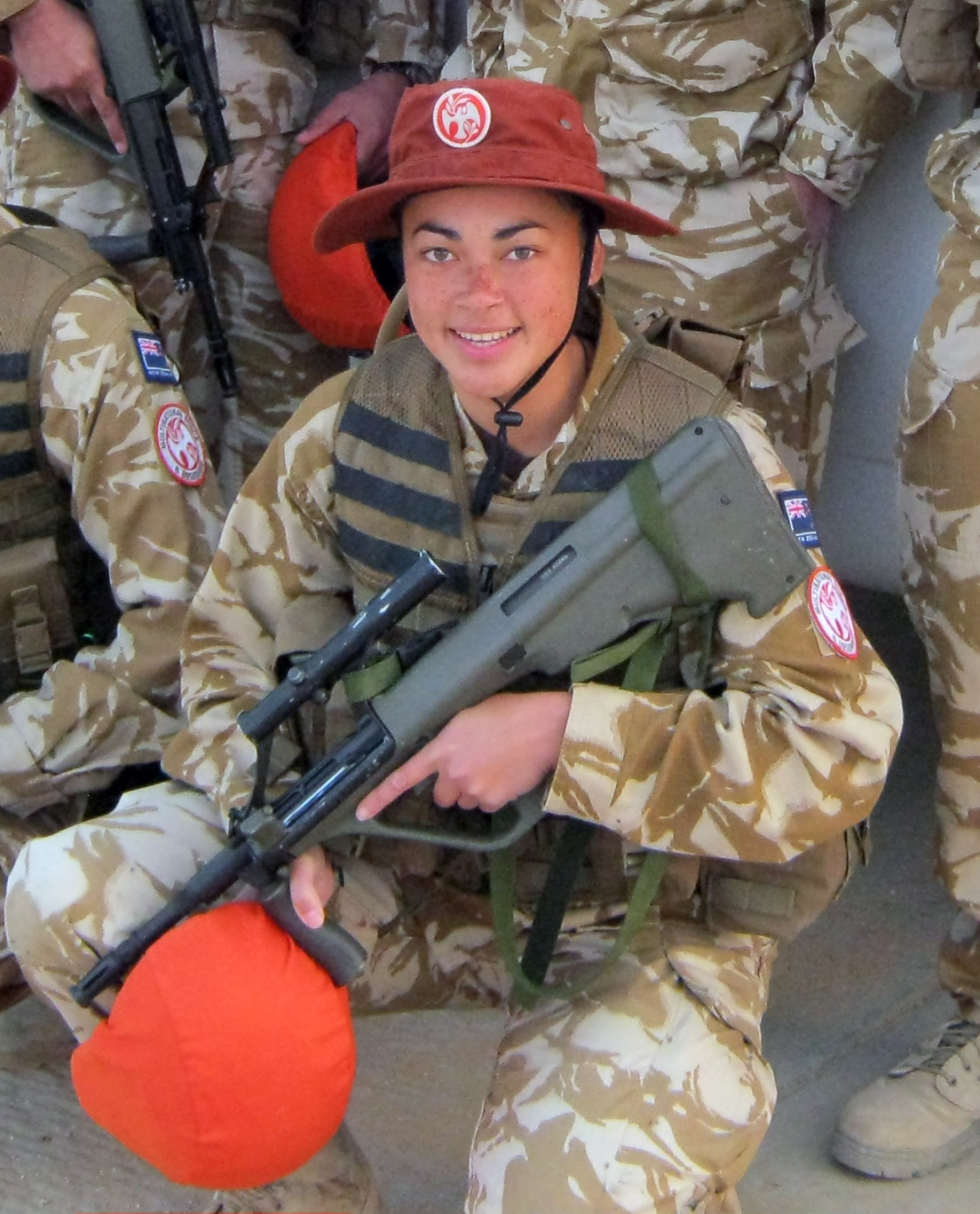
Une militaire néo-zélandaise de la FMO en 2012.

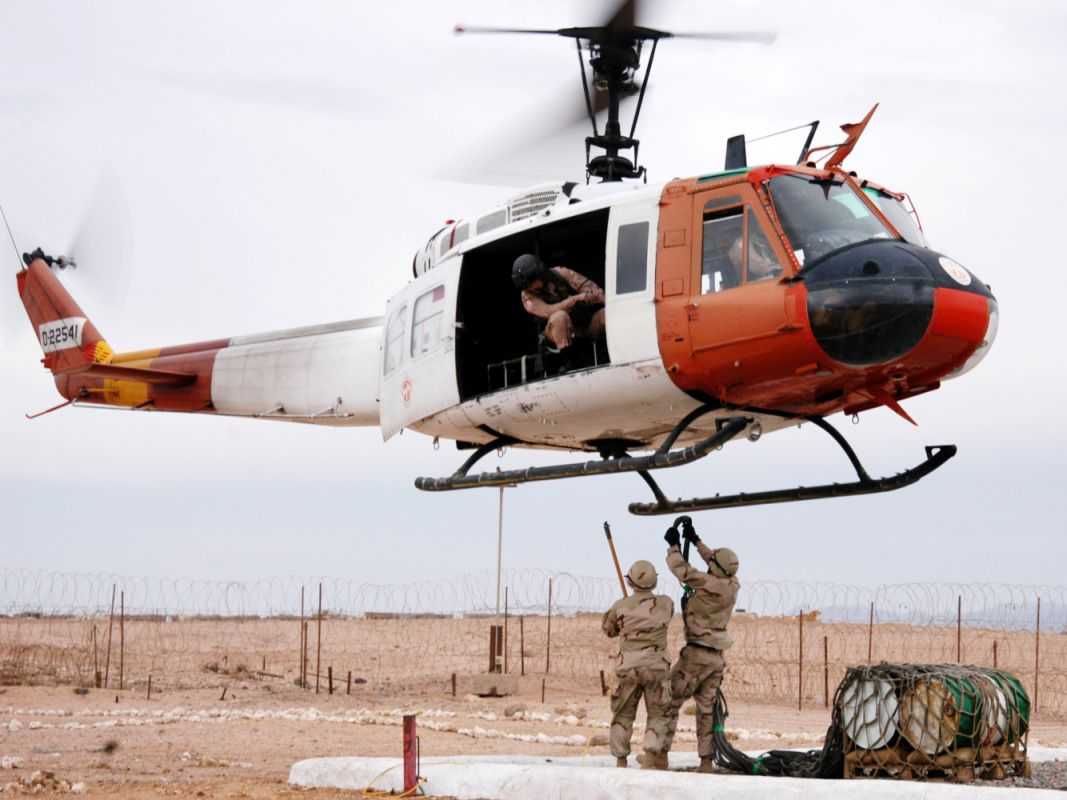
Hélicoptère américain en 2004.

En août 2024, la FMO, principalement composée d'observateurs militaires venant de différents pays membres des Nations unies, comprend 1 164 personnes :
- Albanie : 3 ;
- Australie : 29 ;
- Canada : 39 ;
- Colombie : 275 ;
- États-Unis : 465 ;
- Fidji : 170 ;
- France : 1 ;
- Italie : 78 ;
- Japon : 4 ;
- Norvège : 3 ;
- Nouvelle-Zélande : 28 ;
- République tchèque : 18 ;
- Royaume-Uni : 2 ;
- Serbie : 10 ;
- Uruguay : 41.